# 秋田久美子
秋田 久美子（あきた くみこ、1975年7月31日 - ）は、日本のお笑いタレント、喜劇女優である。吉本新喜劇の座員。夫は同じ吉本新喜劇の中條健一。
兵庫県龍野市（現・たつの市）出身。吉本興業所属。
1980年代頃に活動した同姓同名の女優とは別人である。

## 来歴・人物
兵庫県立太子高等学校卒業。母が看護師で大学も看護系の大学に入る予定だったが、親を説得し高校卒業後上京。バイトと芸能活動養成所生活を両立させながら1997年に吉本新喜劇のオーディションを受け入団。同期に国崎恵美、五十嵐サキなどがいる。
入団当時、演出の湊裕美子から「あなたは10年かかる。この間にきっちりお芝居を覚えなさい。そしたら、きっと少しずつみんなに覚えてもらえるようになるから」と言われ、実際10年目くらいで「いらっしゃいませ、お前ら」「死んだらええのに」などの毒舌キャラが出来たため、「湊さん、すごいな」と思ったという。
2009年10月28日、同じ新喜劇座員の中條健一と婚約し、翌2010年1月に入籍。仲人は浅香あき恵と佐藤武志夫妻。同年6月20日放送の「新婚さんいらっしゃい!」にゲスト出演し、夫の師匠であり司会の桂三枝に対し極秘交際していた当時のエピソードなどを披露した。
2012年3月2日、第1子となる男児を出産した。
2016年現在は主に週末開催の奈良健康ランドでの新喜劇や地方公演に出演している。2018年より芸名を「秋田くみ子」に改名。
2022年4月23日、再び芸名を「秋田久美子」に戻す事を発表。

## 吉本新喜劇での役柄
キュートな笑顔で舞台上の人物や客を引かせる恐ろしいことを言う。前フリ役を中心に幅広い役柄をこなし、出産前はほぼ休みなしでなんばグランド花月（NGK）に出演していた。NGKでは出番が短いことが多かったが、地方公演ではマドンナ役も務めている。
2006年以降、辻本茂雄が座長の際には全編出ずっぱりの重要な役が増え、マドンナ役もこなした。辻本が「茂造じいさん」を演じるときには、山田亮と3人で、伊賀健二演じる「新幹線ネタ」で爆笑を誘い、茂造と関係を結んで最終場面では茂造そっくりの赤ん坊を出産することも多かった。
うめだ花月の単独ライブではシリアスな芝居の脚本を手がけ、出演したこともある。
特徴は、前歯の出るキュートな笑顔。

### 毒舌の数々
持ちネタとして、「死んだらええのに!」などといった毒舌を笑顔を浮かべながら、要所要所でさらっと言う。かつてNGKの舞台に出演した際、舞台上での厳しいダメ出しも厭わない辻本茂雄に舞台上で褒められたこともあった。
- （接客役で出演した際に）「どうもいらっしゃいませ、お前ら」
- 「少々待っとけ」
- 「○○様ご一行が来やがりました」
- 「もっと苦しめ!」
- 「ざまあみろですね」
- 「死んだらええのに!」
- 「落ちたらええのに!」
- 「長女（他に妻や、従業員）の久美子様です」
- 「殺すわよ」
- 「こんな店つぶれたらええのに」
- 「顔面グーで殴るわよ!」
- 「この貧乏人が!」
- 「変なこと言うてたら、（傍らのビール瓶を拾い）これで頭割りますよ」
- 「（茂造じいさんが迎えに行かず）気にしないでください、二度と来たないだけですから」
- 「ほんま変わってるわー、こんな片田舎に住んではるなんて」
- （激しい罵り合いの後、相手に謝られるときや謝るとき）「こっちこそごめんね、思ってることの半分も言えなくて」
- （大島和久とカップルでヤクザの事務所に侵入した後、竹光の日本刀を抜いて）「和クン、斬ってもええ?」 （大島）「あかんあかん、死んでまうやろ!!」
- クレーム受付のOL役で出演し、電話線をハサミでぶち切る。「なんで電話線切るねん!仕事やろ!」とつっこまれ、「（クレームの電話に）出たないから」
- 劇の序盤で「可愛いですね」をふまえて「かわいそうですねえ」

ほか多数。去り際に吐き捨てる場合が多い。

## 結婚までの流れ
夫は先輩芸人の中條健一であり、新喜劇座員同士での結婚である。当初、秋田は中條のことを、同じ空気を吸うのも嫌なほど嫌っていたという。秋田が初めてマドンナ役をやることが決まった際に、中條から舞台外さらには舞台上で「何でこんなブサイクな奴がマドンナやねん」などと執拗に言われたことが理由である。しかしこれは、秋田に秘かに想いを寄せていた中條の、(小中学生が好きな子にちょっかいを出したり、逆にいじめたりするような)屈折した行動であった。
そんな中、関西ローカルの番組で秋田が中條オススメのお店で食レポをする仕事があり、“そのお店は誰がオススメするお店でしょうか？”といった構成で、最後に中條が登場。秋田は仕事として最低限のリアクションとやりとりをこなして収録を終えたが、中條が「このまま食べて帰ろか？」と誘ってきた。秋田は「打ち合わせが入っているので」と断り(打ち合わせは入っていなかった)、次の週にNGKで中條に会った際、改めてロケのお礼と併せて100％の社交辞令で「今度また連れて行ってくださいごはん」と言ったところ、その「また今度」を口実にされ、「いつ行くよ？あの店」と、会う度に食事に誘われるようになった。数回は断っていたが、先輩であることもあり、いよいよ断りづらくなり、秋田は「また今度」の約束を終わらせるためだけに仕方なく食事に応じた(前述の収録に使った店はその日休みで、別の店に行った)。このときはデートとしての誘いだとは思ってもみなかったといい、行ってみると中條の印象は、“最悪”から、“意外と悪い人でもないな”、に変わったという。これについて秋田は、「大嫌いだったので(もう評価が今よりも下に行きようがなく)、上に行くしかない」と分析している。この帰り際には、「あの店はいつ行くよ？」と誘われ、秋田は嘘の番号とアドレスを渡したという。
その後も何度か会ううちに、次第に内容はデートに近いものとなっていったが、秋田は付き合うことについて、相当悩んだという。正式に付き合い始めて半年後、中條から「(座員同士のため、隠れて付き合わなければならないことなどを理由に)このまま、付き合ってもええんか？(別れるなら別れてもええで。は別やけど)」と聞かれた。秋田はこれについて、「セコイ男や」と述べている。付き合うようになって最初の正月から実家に呼ばれたこともあり、秋田は早い段階から、「これは、結婚するだろうな」と思っていたという。その後、実に４年４ヶ月間隠し通しての交際を実らせて結婚に至った。座員の森田展義は、稽古場で中條が婚約の発表をしようと急に立ち上がったとき、「この人、(芸人を)『辞める』言うんちゃうか？！」と思ったという。結婚祝いとして、中條と仲のよいイチローから、７泊９日のファーストクラスで行くアメリカ旅行をプレゼントされた。イチローの試合にも招待され、家族席で観戦し、その試合でイチローはホームランを打って花を添えた。当初中條は、イチローは大スターで忙しいだろうし、今度でいいかと思い、結婚の報告をしていなかった。報道で結婚を知ったイチローから、「中條さん、なんで教えてくれないの？」と、逆に連絡がきたという。

## テレビ番組
- よしもと新喜劇（毎日放送）